# Imperivm: Civitas
Imperivm: Civitas (distribuito in Nord America con il titolo Glory of the Roman Empire) è un videogioco manageriale sviluppato dalla Haemimont Games commercializzato a fine 2006. È il successore spirituale di Imperivm: Le grandi battaglie di Roma, e a differenza dei tre precedenti giochi in stile RTC, in questo gioco è stata introdotta la grafica 3D. Il gioco è stato pubblicato il 16 giugno 2006 in Europa, il 3 luglio negli Stati Uniti e nel mese di dicembre in Italia e Spagna.
L'unica civiltà disponibile è quella romana, ma esistono anche degli accampamenti barbari (con diversi tipi di relazioni) che possono essere distrutti o sottomessi.
Lo scopo del gioco è creare e far fiorire una città garantendo dei servizi ai cittadini, rendendo florida l'economia con produzione di beni e scambi commerciali e, talvolta, bisogna difendersi dai barbari.
Una demo del gioco è stata pubblicata dalla Haemimont stessa il 14 giugno 2006, due giorni prima dell'uscita del gioco in Europa.

## Modalità di gioco
Imperivm: Civitas propone quattro modalità di gioco.
- Impara a Giocare (o Apprendistato): il giocatore viene istruito su tutte le regole del gioco.
- Città romane (o Crea una città): il giocatore ha la possibilità di costruire, espandere e governare una città realistica.
- Missioni del Cesare: il giocatore ha la possibilità di mettersi alla prova in missioni civili o militari prefissate dal gioco.
- Sfida Civitas: il giocatore ha la possibilità di sfidare l'abilità di un altro giocatore in rete nella costruzione di una città.

## Glory of the Roman Empire
Stranamente, la versione italo-spagnola distribuita dalla FX Interactive è molto diversa da quella americana della CDV distribuita nel resto del mondo, ossia la già citata versione nominata Glory of the Roman Empire. Tali versioni presentano delle differenze:
- La versione Civitas presenta, nella modalità Missioni del Cesare, due campagne invece che una: una civile e una militare. Quella americana presenta, nella sua campagna, 28 missioni in fila.
- La versione americana presenta 7 scenari sandbox aggiuntivi: Mountain Paradise (Paradiso in montagna), Desert (Deserto), Highlander (Altipiano), Across the River (Oltre il fiume), Mamertum, Halkedonia e Roma.
- La versione Civitas presenta 12 città nella modalità Città Romane, disponibili in libera costruzione: Burdigala, Colonia Agrippina, Syena, Andautonia, Roma, Geneva, Venetia, Tamiatis, Labacum, Antium, Salamantica ed Emerita Augusta.
- La versione americana presenta una modalità sfida tutta sua, con 4 città con obiettivi casuali da compiere.
- Le città nella modalità Sfida Civitas nella versione italo-spagnola sono: Londinium, Lutetia, Colonia Agrippina, Burdigala, Lugdunum, Mediolanum, Andautonia, Tarraco, Carthago Nova, Tingis, Caralis, Carthago, Syracusae, Pompeii e Roma.

## Accoglienza
| Testata                                | Giudizio |
| -------------------------------------- | -------- |
| Metacritic (media al 31 dicembre 2020) | 66/100   |
| 1UP.com                                | C+       |
| Eurogamer                              | 6/10     |
| GameSpot                               | 5.6/10   |
| GameSpy                                | 3/5      |
| GameZone                               | 7/10     |
| IGN                                    | 7.6/10   |
| PALGN                                  | 6/10     |
| PC Gamer (UK)                          | 70%      |
| PC Gamer (US)                          | 50%      |
| X-Play                                 | 3/5      |
| The Sydney Morning Herald              | [ 13 ]   |

Il gioco ha avuto un'accoglienza "mista" secondo le recensioni aggregate del sito Metacritic.

## Imperium: Civitas II
Successore di Imperium: Civitas, Imperivm: Civitas II mantiene le stesse caratteristiche di gioco e ne implementa di nuove, quali il comando delle truppe assente o trascurabile nel primo capitolo; la grafica è stata di poco migliorata.